# 3204 Lindgren
Lindgren (asteróide 3204) é um asteróide da cintura principal, a 2,2887129 UA. Possui uma excentricidade de 0,2764528 e um período orbital de 2 054,83 dias (5,63 anos).
Lindgren tem uma velocidade orbital média de 16,74674936 km/s e uma inclinação de 2,06213º.
Este asteróide foi descoberto em 1 de Setembro de 1978 por Nikolai Chernykh.